# Paniranismus

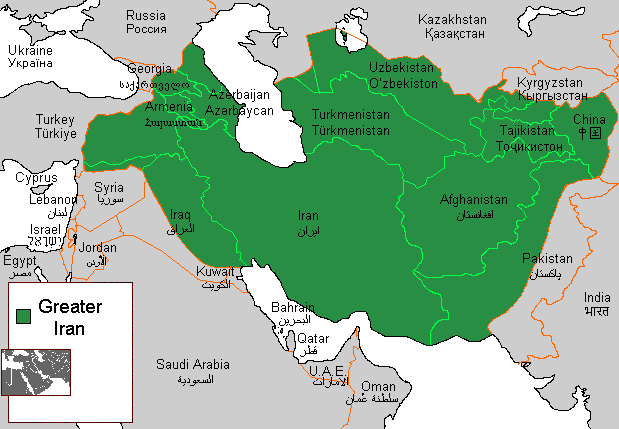
Großiran

Flagge der Paniranistischen Partei des Iran

Der Paniranismus (englisch-persisch پان ایرانیسم, DMG Pān-īrānīsm) ist eine Ideologie, die eine Vereinigung aller iranischstämmigen oder iranischsprechenden Völker in einem Nationalstaat Groß-Iran (persisch ایران بزرگ, DMG Īrān-e bozorg) in Zusammenhang mit dem traditionellen Begriff ایران ‌زمین, DMG Īrān-zamīn, ‚Iran-Land‘ anstrebt; die Encyclopædia Iranica verwendet den Terminus Iranian Cultural Continent (deutsch „Iranisch-kultureller Kontinent“).

## Geschichte
Der iranische Politikwissenschaftler Mahmud Afschar Yazdi verwendete den Begriff Paniranismus erstmals Anfang der 1920er Jahre. Yazdi entwickelte die Idee bzw. Ideologie des Paniranismus als eine Reaktion auf den wachsenden Panarabismus und Panturkismus, die er als eine potentielle Bedrohung der Einheit und territorialen Integrität Irans betrachtete.
Nach Ende der Dynastie der Kadscharen wurde der ehemalige General und Verteidigungsminister Reza Schah Pahlavi (Reza Khan) zum Schah (deutsch König oder Kaiser) von Iran erhoben. Unter dem Schah wurden zahlreiche bedeutende Reformen durchgesetzt. Iran stabilisierte sich bis zum Ausbruch des Zweiten Weltkrieges. Nach Hitlers Angriff auf die Sowjetunion am 22. Juni 1941 planten die Alliierten eine Nachschublinie, den persischen Korridor durch Iran, die das Land aufgrund der erklärten Neutralität nicht gewährte. Großbritannien und die Sowjetunion marschierten daraufhin am 24. August 1941 in das Land ein (genannt anglo-sowjetische Invasion Irans). Die Alliierten zwangen am 16. September 1941 Reza Schah Pahlavi, zugunsten seines Sohnes Mohammad Reza Pahlavi abzudanken. Mohammad Reza Pahlavi ließ sich im Jahr 1967 vom iranischen Parlament den Königsnamen ‚Licht der Arier‘ (āryā-mehr / آريا مهر) im Sinne des seit der Machtübernahme seines Vaters geförderten modernen iranischen Nationalismus zulegen.
Durch die Besatzung Irans gewann die paniranistische Bewegung wieder an Popularität. Der Hass gegen die Besatzer nahm in der Bevölkerung stetig zu. Viele iranische Jugendliche und Intellektuelle sammelten sich in politischen Gruppierungen, darunter auch die Paniranisten. Die Gründer der Pan-Iranist Party of Iran (deutsch Paniranistische Partei von Iran) waren u. a. Mohsen Pezeschkpur, Alinaghi Alikhani, Bijan Forouhar und Dariucsh Homayun. Dieser Partei schlossen sich im Laufe der Jahre auch andere namhafte Iraner an z. B. Dariush Forouhar, der sich aber nach drei Jahren Parteizugehörigkeit (1948–1951) von den Paniranisten trennte und die Nationale Front (Jebhe Melli) gründete.
Die Paniranistische Partei Irans (Pan-Iranist Party of Iran) ist in der gegenwärtigen Zeit sowohl im In- als auch im Ausland politisch aktiv.

## Richtungen des Paniranismus
Es gibt verschiedene Richtungen des Paniranismus:
- Persischer Nationalismus, der die Vereinigung aller Persisch-sprechenden und persischstämmigen Menschen (siehe Tadschiken) anstrebt. Diese Bewegung basiert hauptsächlich auf dem Sprachfaktor.
- Persischer Nationalismus, der die Vorherrschaft des heutigen Staates Iran über andere Bevölkerungsgruppen in der näheren Nachbarschaft Irans anstrebt. Diese Variante des Paniranismus basiert auf dem nationalen Faktor des modernen Staates Iran, akzeptiert jedoch seine jetzigen Grenzen nicht, sondern erhebt Gebietsansprüche gegenüber benachbarten Staaten.
- Paniranismus im eigentlichen Sinne strebt die Vereinigung aller iranischen Völker, das heißt auch der Paschtunen, Belutschen, Kurden etc. an.

Dem Paniranismus entgegengestellt sind der Panarabismus und der Panturkismus.